# Clematicissus
Clematicissus é um género botânico pertencente à família Vitaceae.

## Espécies
- Clematicissus angustissima

1. ↑  «Clematicissus — World Flora Online». www.worldfloraonline.org. Consultado em 19 de agosto de 2020